# Eusebio Maria Codina Millà
Eusebio Maria Codina Millá C.M.F. (Albesa, 7 dicembre 1914 – Barbastro, 13 agosto 1936) è stato un religioso spagnolo, martirizzato a Barbastro durante la Guerra civile spagnola e venerato come beato dalla Chiesa cattolica.

## Biografia
Nacque ad Albesa, in una famiglia di nove fratelli, dei quali quattro si consacrarono al Signore. Il maggiore divenne Marista e gli altri tre divennero Clarettiani: Ramón, Jaime ed Eusebio. Come i suoi fratelli frequentò la scuola parrocchiale ed era molto attivo, curioso ed intelligente. Quando si trovava solo era però piuttosto timido e riflessivo. Non aveva ancora compiuto dieci anni quando, vincendo la ritrosia e la timidezza entrò di slancio in casa di un bestemmiatore incallito e gli disse che quanto faceva era peccato e che dava cattivo esempio. Commentava a posteriori l'interpellato:
(Tullio Vinci, Martiri Clarettiani di Barbastro, p. 154)
.
Entrò nel seminario minore di Alagón nel 1925, due anni più tardi era a Vic da dove scriveva ai suoi confratelli:
A causa della giovane età dovette ritardare sia la vestizione dell'abito che la professione religiosa. Non ne soffrì più di tanto, in una lettera del 14 agosto 1929 scriveva:
È comprensibile che la nostizia del "nulla osta" dei superiori alla sua professione religiosa, lo riempì di grande gioia e ne fece partecipi i genitori con uno scritto del 13 novembre 1930. Riuscì sempre bene negli studi ed era portato per le lingue, conosceva l'inglese e aveva iniziato ad apprendere il francese e il tedesco.
Agli inizi di luglio del 1936 venne trasferito nel seminario di Barbastro, dove venne incaricato della stazione climatica locale e ogni giorno trasmetteva a Madrid e a Barcellona i dati meteorologici. Allo scoppio della guerra civile, il seminario di Barbastro venne assaltato e perquisito dalle milizie anarchiche per cercare delle armi. Eusebio venne arrestato e, insieme ai confratelli, venne rinchiuso nel salone degli atti della scuola dei padri Scolopi. Firmò la lettera di offerta alla Congregazione con queste parole:
(Eusebio Maria Codina Millá, Firma sulla lettera di offerta alla Congregazione)
Insieme a 19 suoi compagni venne fucilato la mattina del 13 agosto sul ciglio di una strada pochi chilometri fuori città, fece parte del terzo gruppo di clarettiani di Barbastro che subirono il martirio. I loro corpi sono stati gettati in una fossa comune scavata nel cimitero.

Dopo la guerra i resti dei martiri furono riesumati e si possono venerare oggi nella cripta della casa museo a Barbastro. Nel 2013 è uscito un film sulla vicenda intitolato "Un Dios prohibido" per la regia di Pablo Moreno.

## Culto
La beatificazione avvenne a Roma, ad opera di Giovanni Paolo II, il 25 ottobre 1992. La Chiesa cattolica lo ricorda il 13 agosto.